# Helius (Helius) arcuarius
Helius (Helius) arcuarius is een tweevleugelige uit de familie steltmuggen (Limoniidae). De soort komt voor in het Oriëntaals gebied.